# Здания электромеханического завода «Н.К. Гейслер и К°»
Здания электромеханического завода «Н. К. Гейслер и К°» — памятник архитектуры. Расположен в Санкт-Петербурге, современный адрес дома — улица Яблочкова, 12.
В 1874 году Н. К. Гейслер устроил в своей квартире (Почтамтская улица, 1) мастерскую по производству телеграфного оборудования. Первым мастером в мастерской был двоюродный брат Гейслера — талантливый изобретатель Людвиг Христьянович Иозеф. В 1893 году Иозеф сконструировал сигнализационный прибор передачи расстояния (дальномер) для установки на военно-морских судах, что заинтересовало Морское ведомство. Для организации производства Гейслер приступил к строительству завода, долю в котором приобрела американская фирма «Вестерн и Электрик Компани». Получив кредит, Гейслер купил участок земли на Грязной улице и к 1896 году по проекту П. М. Мульханова здесь был построен Электромеханический завод «Н. К. Гейслер и К°».
Вдоль западной границы участка был построен основной корпус в кирпичном стиле; изначально в нём было 4 этажа, в 1909 году, при восстановлении после пожара, был надстроен выполненный в том же стиле пятый этаж. Ещё один двухэтажный корпус (на втором этаже были никелировочная и малярная мастерские, а на первом — медно-литейная и собственная электростанция; позднее надстроен третий этаж) и мост-переход, соединяющий его с основным корпусом, были построены в 1908 и 1913 году и были значительно перестроены в советское время).
Главное шестиэтажное здание в стиле модерн с железобетонным каркасом было построено Р. И. Кригером в 1910—1911 годах. У него разнообразные окна, размер которых увеличивается кверху для создания зрительного уменьшения массы, материалы, лицевой кирпич и гранит, контрастно сочетаются, здание завершается криволинейной мансардой. Верхняя часть здания отступает вглубь, освещая цеха — по закону высота здания не могла превосходить ширину улицы. Внутри здание во избежание распространения пожара было разделено брандмауэрами, в этом же здании находились контора и магазин, строительство обошлось в 180 000 рублей.
В 1922 году завод получил имя А. А. Кулакова. В советское время в брандмауэре были сделаны окна, в 1930-е годы к существующим было пристроено ещё одно здание.